# Canicule européenne de 1757
Pour les articles homonymes, voir Canicule en Europe.
La canicule européenne de 1757 est une vague de chaleur très significative qui eut lieu en Europe en juillet 1757. Cette canicule pourrait avoir été le second été le plus chaud en Europe durant les 500 dernières années, selon des informations publiées après la canicule européenne de 2003,.
Juillet 1757 fut le mois le plus chaud de l'histoire de Paris avec une température moyenne de 25 °C (comparée à 24,8 °C pendant la canicule de juillet 2006), et atteignit un pic à 37,5 °C le 14 juillet 1757.

## Témoignages

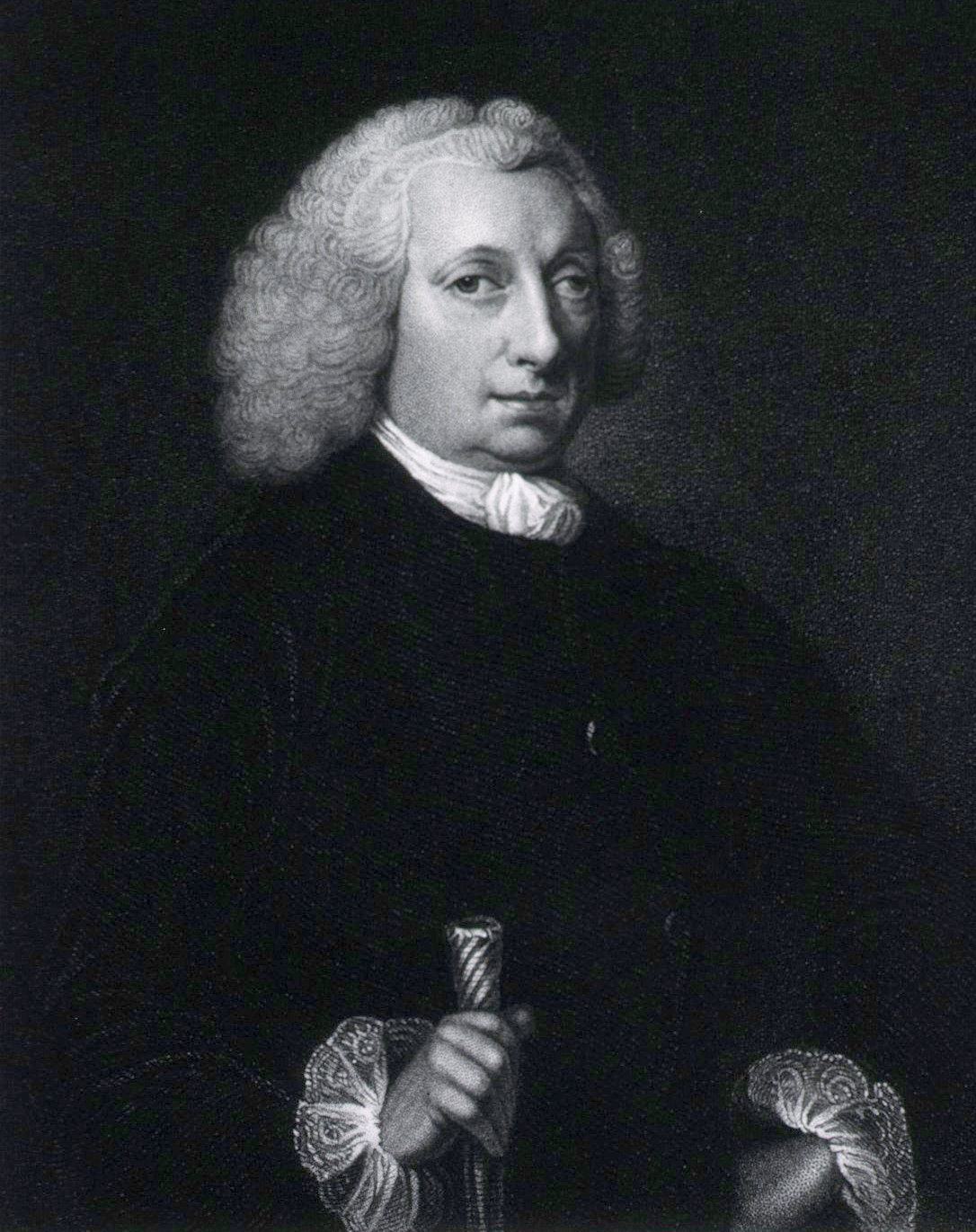
Le médecin John Huxham rapporta que la chaleur avait causé de nombreuses maladies.

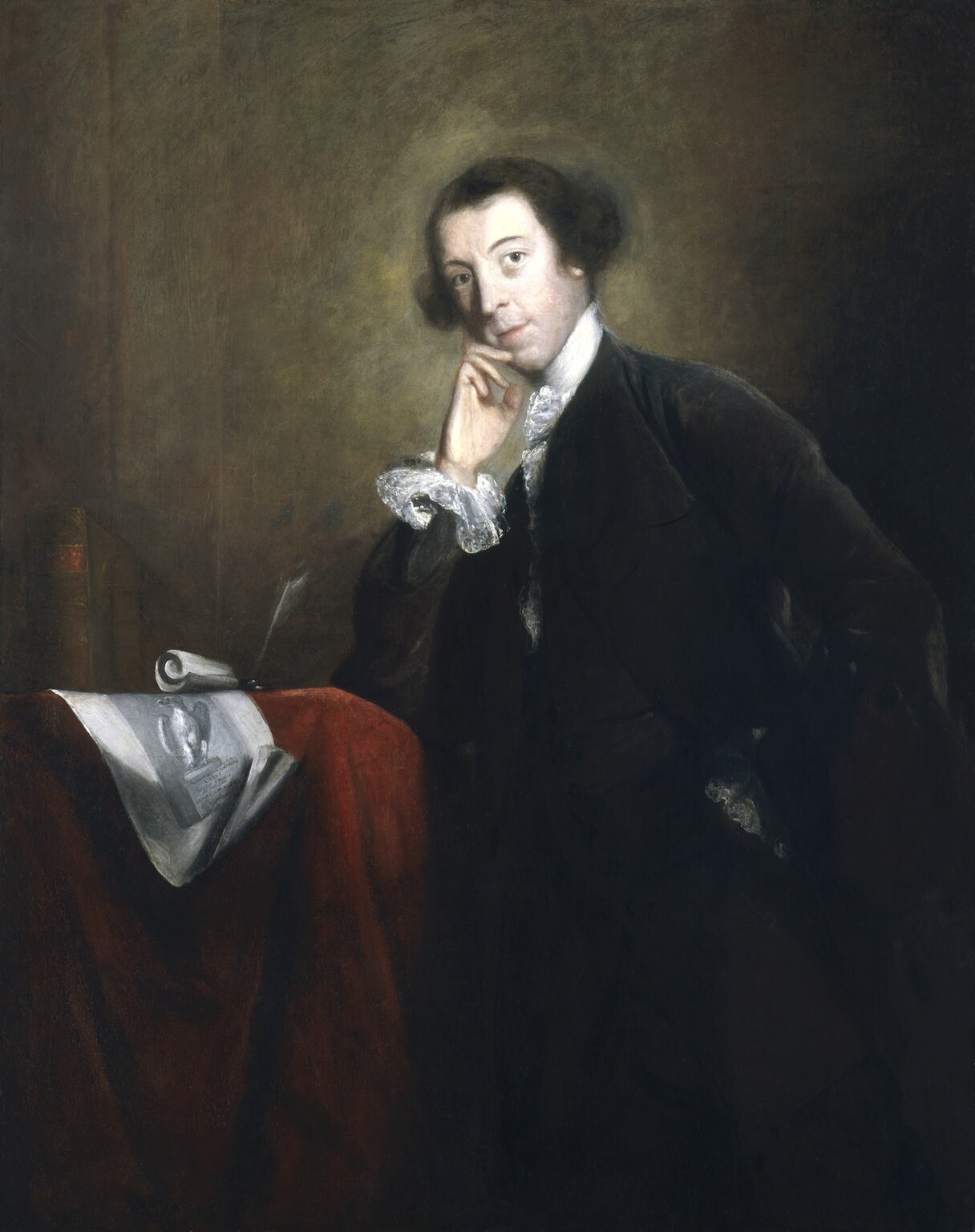
Horace Walpole écrivit en juillet 1757, « Pendant combien d'années devrons-nous parler de l'été de cinquante-sept ! »

Il y eut des témoignages contemporains de la canicule, décrivant ses effets. Le médecin John Huxham écrivit An Account of the Extraordinary Heat of the Weather in July 1757, and the Effects of It, qui parut dans les Philosophical Transactions of the Royal Society in 1758. Huxham en rapporte les effets en Angleterre, écrivant que la chaleur entraîna des « hémorragies de plusieurs parties du corps », incluant le nez, et l'utérus chez les femmes. Parmi les autres maladies, Huxham décrivit que « de soudaines et violentes douleurs de la tête, et vertige, sueurs abondantes, grande faiblesse en affectèrent beaucoup » et également que « Il y eut des fièvres putrides en grande abondance ». Les symptômes, correspondant à la déshydratation, décrits par Huxham incluent le fait que « l'urine était fréquemment très colorée et en petite quantité »,.
Horace Walpole décrivit la canicule dans une lettre du 12 juillet 1757 décrivant « la chaleur de ce temps magnifique ». Il dit, ayant marché dans son jardin avant huit heures du soir : « j'ai pensé que j'aurais dû en mourir » et s'exclama « Pendant combien d'années devrons-nous parler de l'été de cinquante-sept ! ». Quatre jours plus tard, il remarqua dans une autre lettre que « le temps a été si chaud, et nous y sommes si peu habitués, que personne ne savait comment se comporter. Même Richard Bentley (en) a frissonné. »
D'autres témoignages figurent dans une lettre de Bruxelles qui parut dans le London Chronicle, affirmant que la température le 14 juillet avait atteint « un degré de chaleur qui n'avait pas été ressenti dans ce pays depuis de nombreuses années »" et un rapport de Dublin évoquant « l'été le plus chaud en Irlande des trente-cinq dernières années »,.

## Les températures à Paris en juillet 1757
| Jour              | Min          | Max           | Moyenne       |
| ----------------- | ------------ | ------------- | ------------- |
| 9 juillet         | 20 (+ 4,5)   | 31,9 (+ 7,5)  | 26 (+ 6)      |
| 10 juillet        | 21,3 (+ 5,8) | 33,8 (+ 9,4)  | 27,6 (+ 7,6)  |
| 11 juillet        | 24,4 (+ 8,9) | 35 (+ 10,6)   | 29,7 (+ 9,7)  |
| 12 juillet        | 22,5 (+ 7)   | 35,6 (+ 11,2) | 29,1 (+ 9,1)  |
| 13 juillet        | 23,8 (+ 8,3) | 35 (+ 10,6)   | 29,4 (+ 9,4)  |
| 14 juillet        | 25 (+ 9,5)   | 37,5 (+ 13,1) | 31,3 (+ 11,3) |
| 15 juillet        | 21,3 (+ 5,8) | 31,9 (+ 7,5)  | 26,6 (+ 6,6)  |
| 16 juillet        | 22,5 (+ 7)   | 26,3 (+ 1,9)  | 24,4 (+ 4,4)  |
| 17 juillet        | 21,3 (+ 5,8) | 29,4 (+ 5)    | 25,4 (+ 5,4)  |
| 18 juillet        | 20,6 (+ 5,1) | 31,3 (+ 6,9)  | 26 (+ 6)      |
| 19 juillet        | 18,8 (+ 3,3) | 33,8 (+ 9,4)  | 26,3 (+ 6,3)  |
| 20 juillet        | 23,1 (+ 7,6) | 37,5 (+ 13,1) | 30,3 (+ 10,3) |
| Moyenne mensuelle | 20,1 (+ 4,6) | 29,9 (+ 5,5)  | 25 (+ 5)      |

En degrés Celsius. Entre parenthèses, l'écart à la norme mensuelle (1971-2000).

## Sources
- (en) Cet article est partiellement ou en totalité issu de l’article de Wikipédia en anglais intitulé « July 1757 heatwave » (voir la liste des auteurs).